# Ізабела Ханна
Ізабела Ханна (1976 , Щецин ) — британська бальна та латиноамериканська танцівниця польського походження.

## Походження
Ізабела Ханна народилася 1976 року в Щецині у Польщі. У 9-річному віці почала займатися джазовими танцями та балетом. А в підлітковому віці почала віддавала перевагу бальним та латиноамериканським танцям. Під час своєї спортивної кар'єри виграла міжнародні титули в Європі та США, а також чемпіонат Польщі серед любителів бального спорту в 2001 та 2002 роках.

## Професійна кар'єра
У 2005 році Ханна з'явилася як професійна танцівниця в третій серії британського телешоу талантів BBC Strictly Come Dancing разом з колишнім чемпіоном світу з снукеру Деннісом Тейлором. Їх вважали «дивною парою Strictly Come Dancing», пара провела п'ять тижнів у змаганнях. У 2009 році Ханна приєдналася до інших професіоналів Strictly Come Dancing у британському турі Брендана Коула « Live and Unjudged ».
Ханна вийшла заміж за англійського бізнесмена Девіда Рея після появи на шоу в 2005 році, і з тих пір побудувала успішний бізнес тренування охочих майстерності з бальних танців та весільного першого танцю у Великій Британії. У своїй школі танців Ізабела танцювальна школа Ханна пропонує танцювальні заняття та приватні уроки з бальних танців, а також латино-американських та сальси в Лондоні, Річмонді, Кінгстоні та Сурреї. Відвідувачі школи можуть відвідувати класи початківців, танцюристів, спортсменів високого рівня та професійних пар.
Ханна також випустила низку найбільш продаваних DVD-дисків з підручниками з бальних танців, включаючи програму «WeddingFD — крок за кроком Wedding First Dance» та «THE RUMBA — The Ultimate Dance Class». Вона також особисто проводить клас з бальні та латиноамериканських танців, читає лекції та бере участь у суддівстві змагань з бальних та латиноамериканських танців по всьому світу.